# Tombak (musikinstrument)
tomback (också tonbak, tonback, donbak, dombak; på Persiska: تمبک, or تُمبَک ,تنبک ,دمبک ,دنبک) eller zarb (ضَرب or ضرب) är ett traditionellt persiskt slagverksinstrument och den klassiska persiska musikens mest prestigefyllda slaginstrument. Tomback har fått sitt namn efter de två grundläggande slagen som används, det djupa ”tom” och den ytligare ”back”. 

## Utseende
Tomback består huvudsakligen av fem delar:
- skinn
- kropp
- hals
- smal öppning
- stor öppning

En normalstor Tomback är ungefär 43 cm hög och 28 cm i diameter vid den stora öppningen
Skinnet är normalt limmat på kroppen och utgörs av get- eller lammskinn.
Kroppen är gjord av mullbärsträ och därav får det sitt distinktiva ljud. Kroppen är ofta dekorativt graverad med ränder.
Halsen är cylindrig och bär kroppen på topp. Halsen och det smala öppningen utgör baksidan av tomback medan kroppen och stora öppningen bildar framsidan.
Tombackspelare håller trumman diagonalt över sitt knä. Man spelar tomback med fingertoppar och handflattor.
Följande takttal är mest förekommande inom traditionellt persiskt musik 6/8, 2/4, 4/4, 3/4, 5/8, 7/8, 8/16, och alltså på tomback.
I dagens traditionella persiska musik fyller inte tomback enbart funktionen som metronom utan sammanflätas med musiken med sin melodiska slag liksom andra musikinstrument.
Tomback betraktades inte som ett solistiskt instrument tills 1950, tack vare banbrytande arbete av mästaren Hossein Tehrani och innovativt verk av mästaren Naser Farhangfar och många andra tombackspelare.

## Några välkända tombackspelare
- Hossein Tehrani
- Bahman Rajabi
- Naser Farhangfar
- Mohammad Esmaili
- Amir Naser Eftetah
- Jahangir Malek
- Amir Bidaryan
- Pejman Haddadi
- Morteza Ayan
- Arjang Kamkar
- Mohammad Reza Mortazavi